# Janusz Radziwiłł (1880-1967)

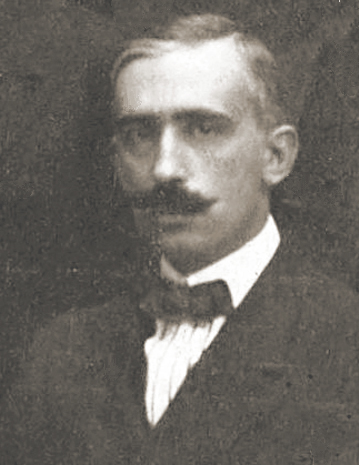
Janusz Radziwiłł

Vorst Janusz Franciszek Ksawery Radziwiłł, 13de Ordynat van Olyka (1880-1967), was een Pools politicus uit het adellijk geslacht Radziwiłł.
In 1918 werd Radziwiłł minister van Buitenlandse Zaken van het toen nog autonome Polen. Na de Poolse onafhankelijkheid (november 1918) werd hij als leider der conservatieven in de Sejm (parlement) gekozen. Nadien was hij senator. 
Janusz Radziwiłł gold als de leider van de Poolse aristocratie.
Zie ook: Józef Piłsudski - Polen - Radziwiłł
- Bibliothèque nationale de France: cb16605223f (data)
- Gemeinsame Normdatei: 123921546
- International Standard Name Identifier: 0000 0001 0980 7757
- Library of Congress Control Number: no2002115194
- Nationale Bibliotheek van Tsjechië: js2012676818
- Système universitaire de documentation: 136847250
- Virtual International Authority File: 64926738
- WorldCat: E39PBJtmv8ymGFFjdHDpkfBdcP